# Eduardo Zamacois
Eduardo Zamacois y Quintana (Pinar del Río, Cuba, 17 de febrero de 1873-Buenos Aires, 31 de diciembre de 1971) fue un novelista español nacido en Cuba y cuya vida transcurrió entre España, Francia y el exilio americano tras la guerra civil española. Fue sobrino del historiador y escritor Niceto de Zamacois, de la soprano Elisa Zamacois, del pintor Eduardo Zamacois y Zabala y del actor Ricardo Zamacois, siendo primo del escritor francés Miguel Zamacois y del compositor musical Joaquín Zamacois. Su hija Gloria Zamacois fue escritora.

## Biografía
Fue hijo único de Pantaleón Zamacois y Urrutia, nacido en 1834 en Bilbao, que tras estudiar piano y composición emigó a América, y de doña Victoria Quintana y González, oriunda de Cuba.  Aunque su familia paterna era enteramente de Bilbao, el origen del apellido familiar se sitúa en Hasparren (País Vasco francés), donde el apellido se transcribía Samacoys en el siglo XVIII.
Cuando tenía dos años, la familia pasó de Pinar del Río a Marianao, un pueblo cercano a La Habana. Al cumplir los cuatro años, su familia se trasladó a Bruselas, donde pasó un año; y luego a París, donde estuvo otros cuatro, que le sirvieron para dominar el idioma francés.
En 1883, aún adolescente, marchó a Sevilla, donde cursó la segunda enseñanza. Luego, con quince años, fue a Madrid, donde frecuentó la universidad, primero matriculándose en Filosofía y Letras, donde cursó un año, y luego en Medicina, donde llegó a cursar tres. Tras empezar a ejercer en una clínica, esa vocación se desvaneció y terminó por volver a las humanidades, tentado por el periodismo. Pasó tres años colaborando en la revista de ateos, krausistas y republicanos Las Dominicales del Libre Pensamiento, dirigida por Ramón Chíes y Fernando Lozano. Ganó su primer sueldo en Demi-Monde y también participó en el anticlerical El Motín de José Nakens.  En alguna ocasión Zamacois realizó anónimamente escritos de Manuel Carretero.
Publicó su primera novela con dieciocho años, La enferma, y luego otra, Punto negro. En 1894, el impresor José Rodríguez de Madrid le publicó Amar a oscuras, una novela corta de 82 páginas, género que Zamacois cultivó con asiduidad a lo largo de su carrera, al principio siempre de tema galante, por no decir erótico, y con un argumento frívolo. Sus primeras obras fueron de tema erótico, aunque con un estilo realista y naturalista, siguiendo la tendencia española de la época. Comenzó a disfrutar del éxito y llevar una vida bohemia.

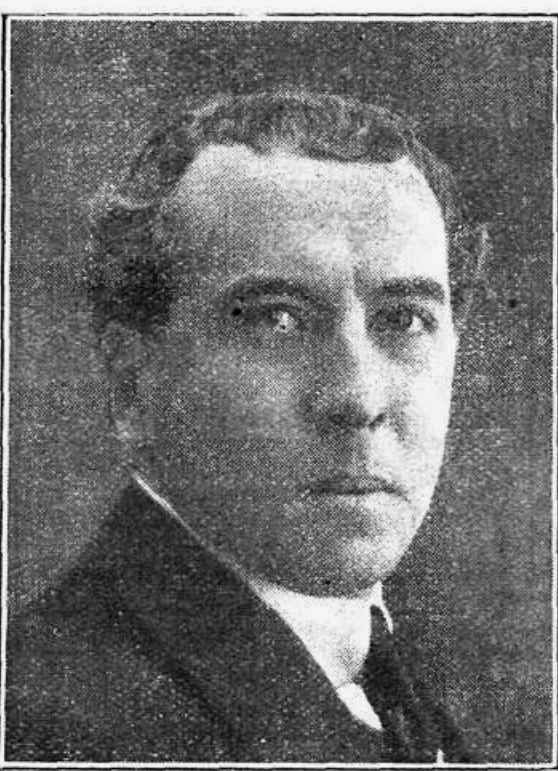
Fotografiado por Campúa

Con la esperanza de que sentara cabeza, su madre le presionó para casarse el 7 de noviembre de 1895 con una modista de su edad, Cándida Díaz y Sánchez, hija de un zapatero andaluz, pero el escritor no renunció a sus amantes y mantuvo numerosas aventuras extramatrimoniales a lo largo de los años, en especial con Matilde Lázaro, la amante que le inspiró su segunda novela Punto-Negro (1897).  
Con el dinero que obtuvo por esta obra volvió a París y allí, mientras  Matilde falleció en Madrid, el escritor llevó una vida pobre y bohemia trabajando como traductor para las casas Garnier y Bouret y envuelto en todo tipo de aventuras galantes con sus amigos hispanoamericanos Rufino Blanco Fombona, Enrique Gómez Carrillo y Felipe Sassone.  
Su primera hija Gloria nació en 1897, y en 1898, poco antes del nacimiento de la segunda, Elisa, regresó brevemente a Madrid para mantener a su familia, a través del periodismo, colaborando con el semanario Germinal.  
Tras un nuevo viaje a París, decidió desplazarse a Barcelona para trabajar en El Gato Negro y ¡Ahí Va!, y fundar y dirigir junto con el editor Ramón Sopena La Vida Galante, hasta 1905, realizando en esos años varios viajes a París. Por entonces nació su tercer hijo, Fernando. En enero de 1901 se editó la novela corta Horas crueles como tomo 51 de la "Colección Regente" en la Editorial Sopena, formando un volumen conjunto con Amar a oscuras. 
Desvinculado ya de Ramón Sopena, emprendió la creación de la editorial Cosmópolis para difundir la literatura española en Francia, en especial la obra de Galdós y la suya traducida al francés; pero el proyecto fracasó. Sin embargo, fundó en 1907, con 125.000 pesetas que el periodista Antonio Galiardo Armijo había recibido de una herencia paterna, El Cuento Semanal, con lo que logró un éxito formidable, hasta el punto de que muchas otras colecciones ulteriores de novela corta imitarán este modelo.  
Como Galiardo se suicidó el 30 de mayo de 1908, prosiguió él solo con la empresa y dirigió, además, otra colección de novela corta, Los Contemporáneos, que duró de 1909 a 1926. La viuda de Galiardo, Rita Segret, le entabló pleito por la propiedad de la revista, que ganó, así que tuvo que iniciar la otra colección de Los Contemporáneos en 1909. Su puesto en El Cuento Semanal lo ocupó interinamente Francisco Agramonte y luego desde 1911 Emilio Carrere, quien lo finiquitó seis meses después.  El Cuento Semanal llegó a contar con  prestigio literario como puerta para introducirse en los cenáculos literarios, hasta el punto que Alberto Insúa escribió que "aparecer en El Cuento Semanal era para los autores noveles poner una pica en Flandes y recibir, durante seis días, el soplo de la fama".  Algo parecido escribió también Artemio Precioso en sus inconclusas Memorias. De algunos números se llegaron a hacer cuatro reimpresiones y a veces se alcanzaban tiradas de entre 50.000 y 60.000 ejemplares; tan gran difusión se debía a que la distribución se realizaba a través de los kioscos de prensa. 
A partir de 1905 se había abocado a una temática más comprometida y social, coincidiendo con su proximidad a las ideas republicanas, ya manifestó en sus colaboraciones para Las Dominicales del Libre Pensamiento de Fernando Lozano Montes y El Motín de José Nakens.
En 1910 marchó a América y recorrió varios de sus países; en 1912 volvió a España y, durante la Primera Guerra Mundial, fue corresponsal en París del periódico La Tribuna.
En 1917 volvió a Hispanoamérica, donde ofreció una serie de conferencias, luego extendidas al norte de África y a Europa. Durante sus viajes conoció a la cubana Matilde Olimpia Fernández y Fuertes, quien se convirtió en una de sus amantes permanentes. De nuevo en España, siguió escribiendo profusamente. Su esposa Cándida, con quien no convivía, falleció el 30 de noviembre de 1933, y su madre dos años después. Con el comienzo de la guerra civil española se convirtió en cronista en el frente de Madrid hasta 1937, trasladándose luego a Valencia y a Barcelona, donde trabajó en Mi Revista, una publicación dirigida por su amigo Eduardo Rubio, quien le editó, en 1938, su novela El asedio de Madrid, escrita en los primeros compases de la guerra (el lapso temporal que abarca es desde el 12 de julio de 1936, días antes del Alzamiento, hasta la primera mitad del año siguiente), que no pudo imprimirse en Valencia por falta de papel. Zamacois, a quien no se le conocían antes inquietudes políticas, tomó esta vez partido de forma total: es una novela abiertamente prorrepublicana (que no procomunista).
Los patriotas que, exponiéndose a morir, vivificaron el actual movimiento salvador no deben avergonzarse de nada de lo que hayan hecho. También en la Revolución francesa se cortaron muchas cabezas y, sin embargo, de aquella tragedia plagada de crímenes surgieron triunfantes los «Derechos del Hombre». ¿Y quién negaría que tamaña conquista vale infinitamente más que las cabezas segadas en la plaza de la Greve por el genio igualador del progreso? El pueblo contraatacó justamente a los oligarcas que, disponiendo de todo -o de casi todo- aún deseaban más. La plutocracia militarista y vaticanista, insatisfecha de sus fueros, pretendía dominar dictatorialmente, implantar los jornales miserables de otros tiempos, apoderarse de las conciencias, hacer de cada ciudad un presidio. Y el proletariado se rebeló y fusiló a sus victimarios, y dando fin cruento de ellos vengó, en parte, la hecatombe de Asturias. Y ahora España -la España laboriosa y libre, la España que quiere aprender a leer para ser dueña de sus destinos- renace con aliento inmortal porque al "señorito" inútil, rutinario, putero, borracho y chulón, lo ha matado "el hombre".
Poco antes de la caída de Barcelona ante los sublevados, se exilió en Francia. Vivió en Cuba, México y Estados Unidos antes de recalar en Buenos Aires, dónde finalmente se instaló. Su hija Gloria falleció en 1946. Finalmente hacia 1956 contrajo matrimonio con Matilde, quien permaneció a su lado hasta su muerte. En 1970, ella publicó como "M. F. de Zamacois" el libro A solas con él: pensamientos recopilados de la "Opera Omnia"....
Después de un nostálgico viaje a España, falleció a los noventa y ocho años de edad, el 31 de diciembre de 1971, en Buenos Aires. En febrero de 1972, sus restos fueron inhumados en Madrid.

## Obras
- El misticismo y las perturbaciones del sistema nervioso (1893).
- Amar a oscuras (1894).
- La enferma (1895).
- Humoradas en prosa (1896).
- Consuelo (1896)
- Punto negro (1897)
- Vértigos (1899)
- Incesto (1900)
- Horas crueles (1901)
- El seductor (1902)
- Memorias de una cortesana (1904)
- Sobre el abismo (1905)
- Río abajo: almas, paisajes, perfiles perdidos. Madrid: Pueyo, 1905.
- El otro (1910)
- Teatro galante (1910)
- Desde mi butaca (1911)
- Crimen sin rastro (1911)
- Europa se va... (1913)
- La opinión ajena (1913).
- Del camino (1913).
- La cita (novelas cortas) (1913).
- El misterio de un hombre pequeñito (1914).
- La ola de plomo (1915).
- Años de miseria y risa (1916).
- Las confesiones de un niño decente (1916).
- Memorias de un vagón de ferrocarril (1916).
- Presentimiento (1916).
- La carreta de Thespis (1918).
- La alegría de andar (1920).
- Una buena acción (1921).
- La bobina maravillosa (1922).
- Una vida extraordinaria (1923).
- Una pobre vida (1924).
- Las raíces (1927), trilogía novelística.
- Los vivos muertos (1929)
- La risa, la carne y la muerte (1930), selección de cuentos.
- El delito de todos (1933)
- La antorcha apagada (1935).
- Tipos de café, segunda edición (1935)
- Don Juan hace economías, (1936), farsa grotesca.
- Crónicas de la guerra (1937)
- El asedio de Madrid (1938)
- Un hombre que se va... Memorias (1964)
- El teatro por dentro.